# Marie-Maude Denis
Pour les articles homonymes, voir Denis.
Marie-Maude Denis, née à Sudbury en Ontario, est une journaliste d'enquête et animatrice franco-ontarienne œuvrant pour la Société Radio-Canada à Montréal. Depuis 2008, elle collabore à l'émission d'affaires publiques Enquête et, depuis septembre 2015, elle en est l'animatrice, succédant à Alain Gravel.

## Biographie
Étudiante en sciences politiques, en communications et en théâtre à l'Université d'Ottawa, puis en journalisme à l'Université Laval, Marie-Maude Denis commence sa carrière à la radio de Radio-Canada, où elle est chroniqueuse, puis décroche un poste à l'agence de nouvelles Broadcast News, une filiale de La Presse canadienne. En 2002, elle est recrutée à la salle de nouvelles de Radio-Canada à Québec, d'abord comme préposée aux sous-titres, puis aux affaires judiciaires. En 2007, elle succède au journaliste Alexandre Dumas aux faits divers à la Télévision de Radio-Canada.
En 2008, une source lui remet des informations confidentielles à propos de la corruption dans le secteur de la construction et des documents concernant plusieurs personnes qui gravitaient autour de la ville de Laval, dont l'homme d'affaires Tony Accurso et le maire de l'époque, Gilles Vaillancourt. Un collègue conseille à Marie-Maude Denis de remettre l'enveloppe à une recherchiste de l'émission Enquête qui observait des irrégularités à la Ville de Laval depuis 1998. Dès lors, elle se greffe à l'équipe d'Enquête et, avec ses collègues, elle poursuit des recherches qui mèneront à une série de reportages télévisuels, à une enquête policière, à la commission Charbonneau et au livre Dans les coulisses d'Enquête,. En 2010, elle reçoit le grand prix Judith-Jasmin pour le reportage « Collusion frontale » et le prix Judith-Jasmin dans la catégorie « Enquête » pour le reportage « Anguille sous roche ». Elle anime l'émission Enquête depuis septembre 2015, succédant à Alain Gravel.
En novembre 2016, Marie-Maude Denis apprend qu'elle et cinq autres journalistes ont vu leurs registres d'appels téléphoniques êtres épiés par la Sûreté du Québec (SQ) trois ans auparavant. Cet espionnage aurait été entrepris à la suite d'une plainte du président de la Fédération des travailleurs du Québec, Michel Arsenault. En effet, Arsenault faisait l'objet d'une surveillance électronique, dont certaines informations avaient été communiquées à Denis et ses collègues par des sources que la SQ souhaitait identifier. Cette affaire mène à la mise sur pied de la Commission d'enquête sur la protection des sources journalistiques, créée peu de temps après. Dans son rapport, en décembre 2017, la Commission recommande finalement de créer un « régime d'immunité » pour permettre aux journalistes de pouvoir protéger l'anonymat de leurs informateurs. 
En décembre 2017, Marie-Maude Denis est encore confrontée au même enjeu lorsque l'ancien homme politique et vice-président d'une firme de génie Marc-Yvan Côté, dans son procès pour fraude, complot et abus de confiance, veut forcer la journaliste à dévoiler les sources qui lui avaient permis de réaliser des reportages à son sujet à l'émission Enquête. Le litige se rend jusqu'à la Cour suprême du Canada laquelle tranche, en septembre 2019, que Denis ne peut être forcée à dévoiler l'identité de ses informateurs. La Cour suprême renvoie cependant l'affaire à la Cour du Québec. En réaction à ce jugement, Denis affirme : « Quelle belle journée pour la liberté de presse! »
Marie-Maude Denis est la fille du réalisateur à la radio de Radio-Canada à Ottawa, Michel Denis.

## Récompenses et distinctions
- 2010 : grand prix Judith-Jasmin pour le reportage « Collusion frontale »
- 2012 : prix Judith-Jasmin, catégorie « Enquête » pour le reportage « Anguille sous roche »
- 2015 : médaille Raymond-Blais[13]
- 2017 : prix Judith-Jasmin, catégorie « Enquête » pour le reportage « Les baux cadeaux »